# Cy Young

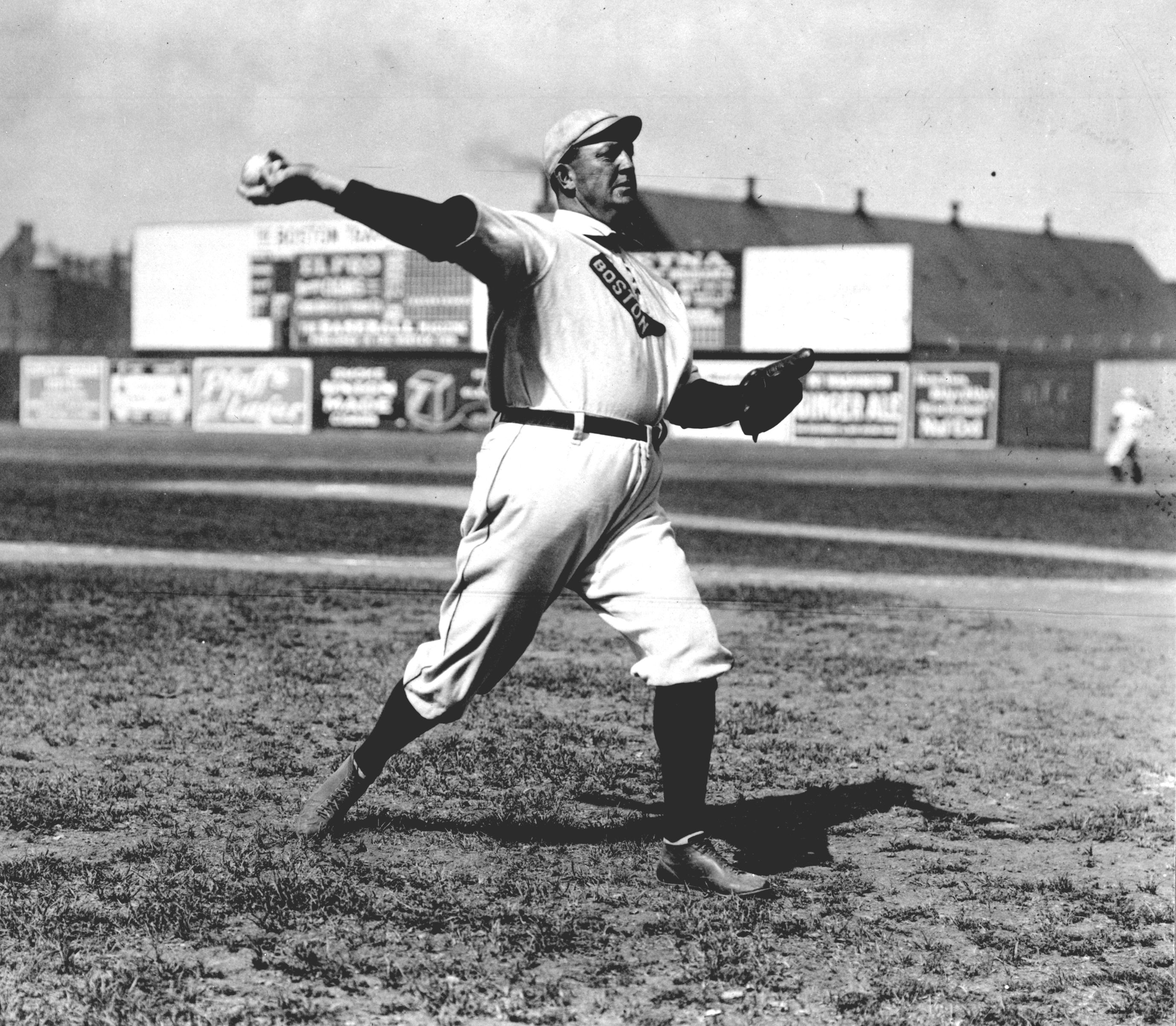
Cy Young i Boston Red Sox dräkt 1908.

Denton True "Cy" Young, född den 29 mars 1867 i Gilmore i Ohio, död den 4 november 1955 i Newcomerstown i Ohio, var en amerikansk professionell basebollspelare som spelade 22 säsonger i Major League Baseball (MLB) 1890–1911. Young var högerhänt pitcher.

## Biografi
Youngs första MLB-klubb var Cleveland Spiders i National League, där han spelade nio säsonger 1890–1898. Därefter spelade han för St. Louis Cardinals i två säsonger 1899–1900 (klubbens smeknamn var Perfectos 1899) innan han flyttade över till uppstickarligan American League och Boston Americans, där han spelade åtta säsonger 1901–1908 (klubben bytte smeknamn till Red Sox 1908). Han vann historiens första World Series med Americans 1903. Efter 1908 års säsong byttes han bort till Cleveland Naps, där han spelade knappt tre säsonger 1909–1911. Han avslutade karriären med ett par månaders spel för Boston Rustlers i slutet av 1911 års säsong.
Young är den pitcher som vunnit flest matcher i MLB:s historia, 511 stycken (nästan 100 fler än tvåan Walter Johnson). Han vann minst 20 matcher under en säsong vid 15 olika tillfällen, och vid fem tillfällen vann han minst 30 matcher under en säsong. Young innehar även alla tiders MLB-rekord i kategorierna innings pitched (7 356), starter (815), complete games (749) och, mindre smickrande, förluster (316). Med sina 76 shutouts ligger han på fjärde plats genom tiderna.
Young har gett namn åt Cy Young Award, som är den utmärkelse som årligen utdelas till den bästa pitchern i American League respektive National League. Young blev invald i Hall of Fame 1937.
Young lyckades under sin karriär att kasta tre no-hitters, inklusive den moderna basebollerans (från och med 1900) första perfect game.
1999, 88 år efter hans sista match i MLB och 44 år efter hans död, rankades Young av sporttidskriften The Sporting News som nummer 14 på listan över de 100 främsta basebollspelarna genom tiderna. Samma år valdes han in i "århundradets lag" som en av de bästa spelarna under 1900-talet.